# Deutsche Außenhandelsbank
Die Deutsche Außenhandelsbank AG (DABA) war in der DDR als Spezialinstitut verantwortlich für die Durchführung kommerzieller Zahlungen mit dem Ausland sowie mit Devisenausländern im Inland. Die Bank wurde am 18. Mai 1966 in das Handelsregister von Groß-Berlin eingetragen. Sitz war Ost-Berlin. Das Grundkapital betrug 300 Millionen Mark der DDR (Stand: 1973). Organe waren der Aufsichtsrat, der Vorstand und der Verwaltungsrat. Präsident der Bank war ab 1978 Werner Polze.

## Aufgaben
- Abschluss von Abkommen und Vereinbarungen mit anderen Banken (insbesondere Auslandsbanken)
- Zusammenarbeit mit internationalen Bankenorganisationen und anderen Institutionen
- Korrespondenzbank gegenüber dem Ausland
- Kontenführung für ausländische Banken in der DDR
- Kontoführung für die DDR bei Auslandsbanken
- Vergabe und Inanspruchnahme von Krediten auf internationaler Ebene
- Finanzierung der Außenhandelsbetriebe der DDR sowie von Verkehrsbetrieben mit überwiegend außenwirtschaftlicher Tätigkeit
- Durchführung des Zahlungsverkehrs mit dem Ausland (SW und NSW). Innerhalb des RGW übernahm die DABA das Clearing mit der Internationalen Bank für Wirtschaftliche Zusammenarbeit auf der Basis von Transferrubel.[2]
- Kreditgewährung für Außenhandelsunternehmen,
- finanzielle Beteiligung an in- und ausländischen Unternehmen.[3]

## Statut (Auszüge)
Die Bank konnte in Wahrnehmung ihrer Aufgaben in der DDR und im Ausland Filialen und Agenturen eröffnen sowie eigene Vertreter haben. Sie konnte Grundstücke, Gebäude und andere Gegenstände mieten, pachten oder zu Eigentum erwerben. Die Bank verfügte über ein Aktienkapital, einen Reservefonds sowie spezielle Fonds.
Die Tätigkeit der Bank erstreckte sich darauf,
- Devisen und Sorten zu kaufen und zu verkaufen sowie Bestände von Devisen und Sorten zu halten
- Gold und andere Edelmetalle zu kaufen und zu verkaufen sowie zu verwahren
- Reiseschecks der DDR von 1967 bis 1977 auszugeben und einzulösen[4]
- inländische und ausländische Wertpapiere zu kaufen und zu verkaufen sowie im Auftrage ihrer Kunden und Korrespondenten ins Depot zu nehmen.

## Organisation
Die Zentrale residierte in Berlin in einem Gebäudekomplex an der Ecke Friedrichstraße/Unter den Linden, zu dem das Haus der Schweiz und die Kaiserhöfe gehören.
Ende der 1980er Jahre gab es zehn Filialen, u. a. in Karl-Marx-Stadt, Leipzig und Rostock. Einzelne Filialen unterhielten Außenstellen.

## Bundesdeutsche Kredite für die Deutsche Außenhandelsbank
Der ZK-Sekretär der SED für Wirtschaftsfragen Günter Mittag handelte zusammen mit Alexander Schalck-Golodkowski mit Franz Josef Strauß Anfang der 1980er Jahre den sogenannten „Milliardenkredit“ eines westdeutschen Bankenkonsortiums an die Deutsche Außenhandelsbank der DDR aus.

## Privatisierung nach der Wende
Die im Besitz des Bundes und der KfW befindlichen Aktien der Deutschen Außenhandelsbank wurden zum 1. Januar 1995 durch die Treuhandanstalt an die Westdeutsche Landesbank Girozentrale (WestLB) verkauft. Die Westdeutsche Landesbank Girozentrale zahlte für die Deutsche Außenhandelsbank 430 Millionen Mark und bekam dafür Altschuldenforderungen über sieben Milliarden Mark gegenüber den Außenhandelsbetrieben der DDR.